# Earias
Earias är ett släkte av fjärilar som beskrevs av Jacob Hübner 1825. Earias ingår i familjen trågspinnare.

## Bildgalleri

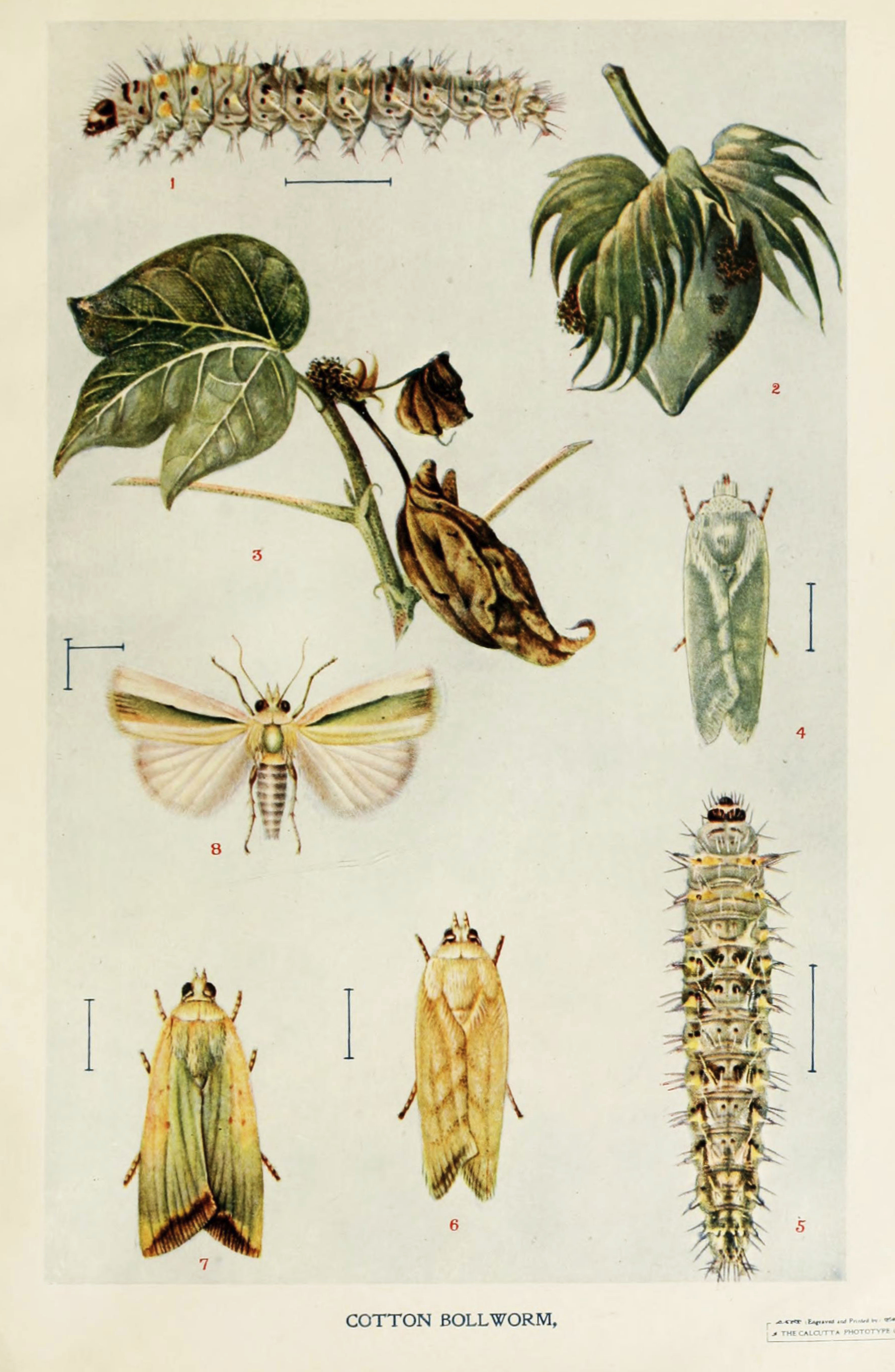

## Dottertaxa tillEarias, i alfabetisk ordning[1][2]
- Earias albovenosana
- Earias amseli
- Earias annulifera
- Earias ansorgei
- Earias anthophilana
- Earias apicebrunnea
- Earias aurantiaca
- Earias becqueti
- Earias bedei
- Earias biplaga
- Earias brevipennis
- Earias carnea
- Earias cellulalis
- Earias chlorion
- Earias chlorodes
- Earias chlorophyllana
- Earias chromataria
- Earias citrina
- Earias citrinella
- Earias citrinoides
- Earias citrinula
- Earias clorana
- Earias coeruleoviridis
- Earias crocea
- Earias cupreoviridis
- Earias decarneata
- Earias decolorata
- Earias designata
- Earias discoidalis
- Earias divisa
- Earias dorsalis
- Earias dorsivitta
- Earias erubescens
- Earias fabia
- Earias ferruginosa
- Earias fervida
- Earias flava
- Earias flavida
- Earias flavimargo
- Earias frondosana
- Earias fulvidana
- Earias fusciciliana
- Earias gigas
- Earias glaucescens
- Earias gossypii
- Earias hemixantha
- Earias huegeli
- Earias huegeliana
- Earias ikondae
- Earias insulana
- Earias intermedia
- Earias irakana
- Earias juengeriana
- Earias lacticolor
- Earias latimargo
- Earias limbana
- Earias limonia
- Earias luteolaria
- Earias maculana
- Earias malagasy
- Earias mjobergi
- Earias novoguineana
- Earias nubica
- Earias obliterata
- Earias ochreimargo
- Earias ochrophylla
- Earias ogovana
- Earias paginalis
- Earias parallela
- Earias partita
- Earias perhuegeli
- Earias plaga
- Earias pudicana
- Earias punctaria
- Earias punctilineis
- Earias pupillana
- Earias richinii
- Earias rjabovi
- Earias roseana
- Earias roseifera
- Earias roseipes
- Earias rubicundialba
- Earias rufipes
- Earias rufopunctata
- Earias rufovitta
- Earias sauteri
- Earias semifascia
- Earias siliquana
- Earias simillima
- Earias smaragdina
- Earias smaragdinana
- Earias speiplena
- Earias subviridis
- Earias sulphuraria
- Earias syriacana
- Earias syrticola
- Earias tristrigosa
- Earias turana
- Earias uninotata
- Earias uniplaga
- Earias waterstoni
- Earias venus
- Earias venusta
- Earias vernalis
- Earias vernana
- Earias virgula
- Earias viridangulata
- Earias viride
- Earias vitella
- Earias vittella
- Earias xanthophila